# Editorial del Sóviet de Petrogrado
La Editorial del Sóviet de Petrogrado (en ruso: Издательство Петроградского совета) fue creada el 29 de noviembre (12 de diciembre) de 1917 sobre la base de la Comisión de Publicaciones e Imprenta del Sóviet de Petrogrado de los Diputados de Obreros y Soldados.
Sus directores fueron D. Wilner y más tarde Iliá Iónov. El objetivo principal de la editorial fue la educación política. Publicó obras de Lenin, Zinoviev, Marx, Engels, trabajos de economía política, ateísmo, cuestiones feministas, etc.
En la editorial se publicaron Canciones del pasado de Demián Bedny, El Evangelio Rojo y Canciones de Campanero Rojo de Vasili Kniázev, obras de Gorki o Jean Cristophe de Romain Rolland.
La editorial publicaba también gacetas periódicas, como Noticias del Sóviet de Petrogrado (Известия Петроградского Совета), El periódico rojo (Красная газета) o la revista literaria Plamia (Пламя).
En mayo de 1919 se reorganizó en Petrogosizdat.